# Jaguar S-Type (1963)
Jaguar S-type är en personbil tillverkad av den brittiska biltillverkaren Jaguar mellan 1963 och 1968.

## Jaguar S-type
Jaguar S-type avsågs ursprungligen vara en efterträdare till Mk II, men Mk II sålde så bra att den fortsatte att tillverkas parallellt med sin tilltänkta efterträdare. S-type byggde vidare på chassit från Mk I/Mk II, men med den individuella bakhjulsupphängningen från Mk X. Bilen ersattes av XJ:n.
S-type tillverkades i 25 171 exemplar.

### Jaguar 420

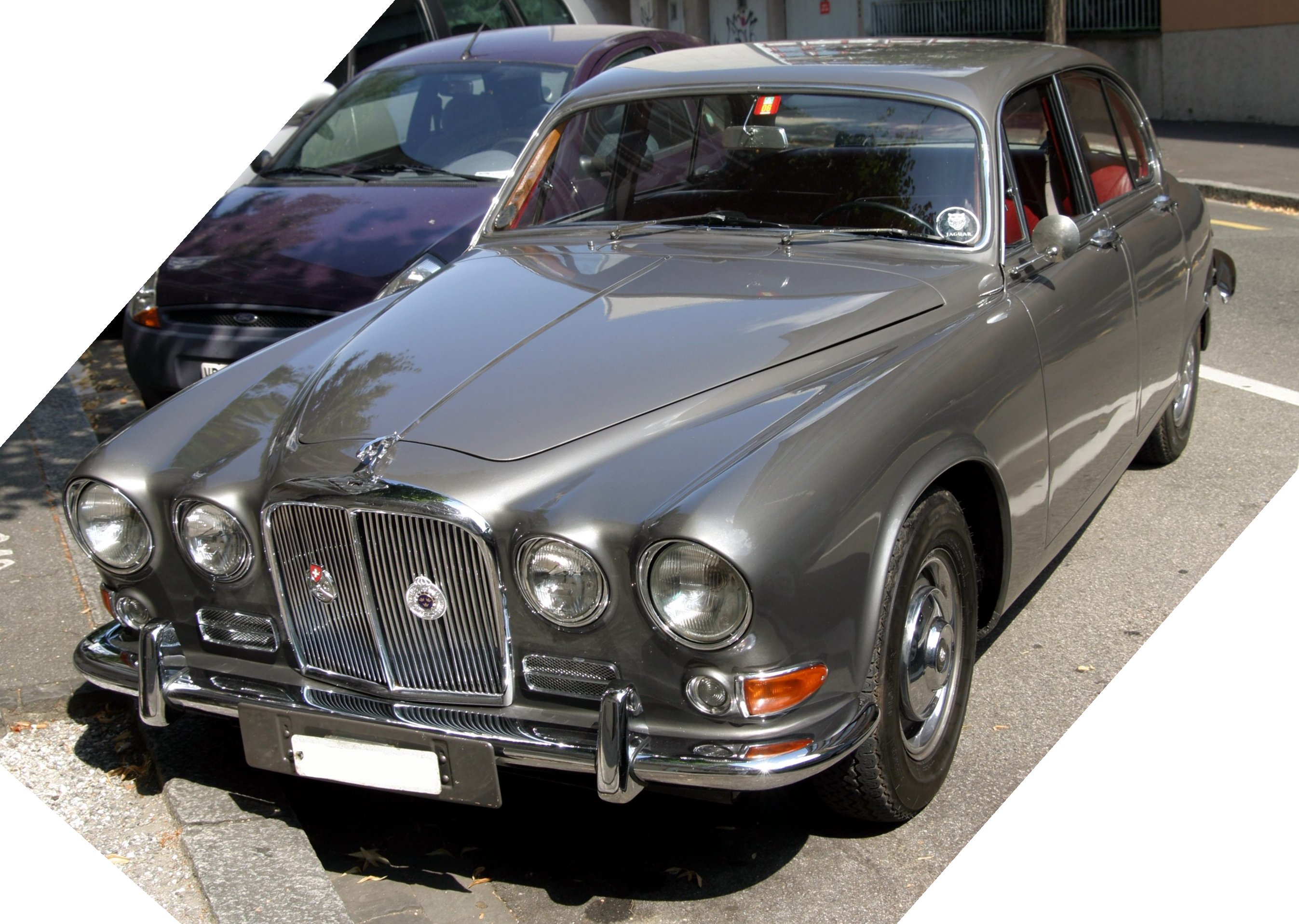
Jaguar 420

1966 försåg Jaguar S-type med en 4,2-liters motor och försåg bilen med en ny front i Mk X-stil. Därmed hade man skapat en fjärde sedan-modell. Bilen ersattes, liksom systermodellerna, av Jaguar XJ.
420:n tillverkades i 9 801 exemplar.

### Daimler Sovereign
Efter att ha börjat inkorporeringen av Daimler med 2½ litre, vilken hade fått behålla sin Daimler-motor, gick man ett steg längre med Sovereign från 1966. Detta var en Jaguar 420 ända in på XK-motorn. Enda skillnaden låg i kylarmaskeringen. Bilen ersattes 1969 av den XJ-baserade Daimler Sovereign.
Versioner:
| Modell | Motor               | Cylindervolym | Effekt | Bränslesystem    |
| ------ | ------------------- | ------------- | ------ | ---------------- |
| 3.4    | 6-cyl radmotor dohc | 3442 cm³      | 210 hk | Dubbla förgasare |
| 3.8    | 6-cyl radmotor dohc | 3781 cm³      | 220 hk | Dubbla förgasare |
| 420    | 6-cyl radmotor dohc | 4235 cm³      | 245 hk | Dubbla förgasare |